# Cirsium woodwardii
Cirsium woodwardii là một loài thực vật có hoa trong họ Cúc. Loài này được H.C.Watson ex Nyman mô tả khoa học đầu tiên năm 1879.